# Klammfels
Klammfels (Engels: Durmstrang) is een van de drie Europese toverscholen uit de Harry Potterboekenserie van J.K. Rowling. Het is niet bekend waar (in welk land of welke streek) de school precies ligt aangezien de exacte locatie strikt geheim wordt gehouden (dit om zijn geheimen te beschermen tegen buitenstaanders). Uit het feit dat de standaard schooluitrusting onder meer bestaat uit een bontmantel en uit de hints die Viktor Kruml aan Hermelien Griffel gegeven heeft, valt af te leiden dat Klammfels in ieder geval in een koude, bergachtige streek ligt, in de nabijheid van ten minste twee grote meren. Verder weten we dat er in de wintermaanden slechts weinig zonlicht beschikbaar is. Omdat de school in Europa ligt, ligt zij daarom hoogstwaarschijnlijk in het hoge noorden van Europa (Scandinavië). Tijdens een voorleessessie in 2000 heeft J.K. Rowling bekendgemaakt dat volgens haar Klammfels inderdaad in Scandinavië ligt, in het noorden van Zweden of Noorwegen.
De school bestaat minimaal 700 jaar. De exacte stichtingsdatum is niet bekend, wel dat de school rond het jaar 1300 al deelnam aan het Toverschool Toernooi.
Klammfels is, net als Zweinstein, gesitueerd in een kasteel. Het Klammfels-kasteel is slechts vier verdiepingen hoog, en de haardvuren worden alleen voor magische doeleinden aangestoken. Het schoolterrein is enorm groot, en de omgeving is bergachtig.
Klammfels heeft de naam vooral aandacht te besteden aan de Zwarte Kunsten. Zo was het voormalige schoolhoofd, Igor Karkarov, een Dooddoener, een volgeling van Heer Voldemort. Hij werd echter vrijgelaten uit Azkaban, de tovenaarsgevangenis, omdat hij namen van diverse andere Dooddoeners doorgaf aan het Ministerie van Toverkunst. Karkarov liet geen Dreuzelkinderen toe tot zijn school. De school staat bekend om zijn beleid omtrent de Zwarte Kunsten: men onderwijst er niet alleen het verweer maar ook het gebruik ervan, iets wat op bijvoorbeeld Zweinstein absoluut niet zal gebeuren.
De Zoeker van het Bulgaarse Zwerkbalteam, Viktor Kruml, zat op Klammfels ten tijde van de WK Zwerkbal in het vierde boek. Ook was hij, tot niemands verbazing, deelnemer aan het Toverschool Toernooi voor Klammfels. Ironisch genoeg nodigde Kruml Hermelien Griffel uit om met hem mee te gaan naar het Kerstbal: Hermelien is het kind van Dreuzelouders en zou nooit op Klammfels worden toegelaten.
Na de gebeurtenissen in het vierde boek vluchtte Karkarov zodra duidelijk werd dat Voldemort was herrezen. In het zesde boek wordt vermeld dat Karkarov is vermoord door Voldemorts Dooddoeners. Wie zijn positie als schoolhoofd heeft overgenomen is niet bekend. Of de reputatie van de school hierdoor is verbeterd of verslechterd is evenmin duidelijk.
In Klammfels zaten twee bekende Dooddoeners:
- Igor Karkarov
- Antonin Dolochov

Andere bekende studenten
- Viktor Kruml
- Gellert Grindelwald